# Província eclesiàstica
|  | No s'ha de confondre amb Província religiosa. |

Una província eclesiàstica és una divisió territorial pròpia del cristianisme. Cada província agrupa diverses diòcesis i sol estar regida per un arquebisbe. Moltes de les províncies van sorgir per analogia amb divisions polítiques anàlogues, per exemple la Tarraconensis prové del temps de la romanització, i això ha provocat de vegades conflictes quan les fronteres nacionals han variat. Només el Papa pot decidir canviar les províncies eclesiàstiques.